# 穴光假面
《穴光假面》是日本漫畫家永井豪創作的超級英雄題材漫畫，在1974年於《月刊少年Jump》上推出短篇，並於次年開始連載，在1978年完結，全30話。自1991年起，該作品推出多部真人OVA、OVA動畫和成人遊戲，2012年推出真人電影《穴光假面：重生》。
這部作品是戲仿《月光假面》，靈感最初是由永井豪向他的編輯提出，他原本只是想開個玩笑，以為編輯會否決，但編輯卻很喜歡並促使他創作。
故事背景是日本長野縣深山裡的高等學校「斯巴達學園」，該校實行斯巴達教育，會對成績差的學生施以各種處罰，而對女學生的懲罰通常是性羞辱。面對囂張的教師們，英雄穴光假面挺身而出，接連制裁學園長和他手下的教師。穴光假面臉戴紅色面具、頸披紅色圍巾，戴紅色手套和紅色長靴，其它部分都是裸體，她的戰鬥方式是以裸體分散男性對手的注意力，以武術和雙節棍痛擊對手，並以必殺技「騰空大開腿」（另譯：私處絞殺）了結對手（跳到空中張開雙腿，以陰部壓在對手臉上）。